# Tredje svenska korståget
Det Tredje svenska korståget var en svensk militär expedition till Karelen och anses ha ägt rum 1293. Det var ett område som då kontrollerades av Republiken Novgorod.
Som ett resultat av korståget upprättades Viborgs fästning, av riksföreståndaren Tyrgils Knutsson, och västra Karelen hamnade under svenskt styre i drygt 400 år.
Det tredje svenska korståget är ett tveksamt namn på företaget, som historiskt sett var en del i en lång serie militära konflikter i de svensk-novgorodiska krigen.